# Liste der Mitglieder der Deutschen Akademie der Naturforscher Leopoldina/1760
Die Liste der Mitglieder der Deutschen Akademie der Naturforscher Leopoldina für 1760 enthält alle Personen, die im Jahr 1760 zum Mitglied ernannt wurden. Insgesamt gab es drei neu gewählte Mitglieder.

## Mitglieder
| Nr. | Name                         | Beiname        | Geboren       | Aufnahme | Gestorben    | Bild                                                        | Datenbank |
| --- | ---------------------------- | -------------- | ------------- | -------- | ------------ | ----------------------------------------------------------- | --------- |
| 631 | Jacob Reinbold Spielmann     | Heraclides IV. | 31. März 1722 | 26. Feb. | 9. Sep. 1783 | Jacob Reinbold Spielmann, Stich von Christophe Guérin, 1781 | 6724      |
| 632 | Johann Christian Hildebrand  | Aemilius II.   |               | 2. Apr.  |              |                                                             | 3832      |
| 633 | Martin Frobenius Ledermüller | Conon II.      | 20. Aug. 1719 | 10. Apr. | 16. Mai 1769 |                                                             | 4892      |

## Hinweis zu den Lebensdaten
In der Liste sind zunächst die Lebensdaten gemäß Archiv der Leopoldina aufgenommen. Diese beziehen sich auf die Angaben gem. Neigebaur (1860) und Ule (1889). Die Lebensdaten im Namensartikel können daher von den Lebensdaten in der Liste abweichen.